# Hughie Morrow
Hugh John Eagleson „Hughie“ Morrow (* 9. Juli 1930 in Larne; † 28. Oktober 2020 in Nordirland) war ein nordirischer Fußballspieler. Der rechte Außenstürmer bestritt 35 Partien (5 Tore) in den Spielklassen der Football League und spielte jahrelang im Non-League football, meist im Großraum von Birmingham.

## Karriere
Morrow, dessen gleichnamiger Vater in Nordirland unter anderem bei Ballymena aktiv gewesen war, lebte mit seiner Familie im englischen Nuneaton und gab 15-jährig im Oktober 1945 beim örtlichen Klub Nuneaton Borough sein Debüt in der ersten Mannschaft. Zuvor hatte er bereits in Nuneatons zweiter Mannschaft gespielt und hatte im November 1944 14-jährig mit seinem gleichaltrigen Mannschaftskameraden Mick Jakeman bei den Wolverhampton Wanderers vorgespielt. Schnell wurden auch andere Profiklubs während seiner Auftritte in der Birmingham Combination auf das Talent aufmerksam, bereits an Silvester 1945 spielte er in der Reserve von West Bromwich Albion vor, nach Pressemeinung „rechtfertigte er seine Aufstellung“. Wenig später schloss er sich West Bromwich an, bis Januar 1946 war Morrow auf Rechtsaußen für Nuneaton zu fünf Pflichtspielauftritten gekommen, davon vier in der Liga. In der Saison 1946/47 kam er regelmäßig im FA County Youth Cup beim Erreichen des Halbfinals für die Birmingham County FA zum Einsatz, er repräsentierte dabei das in Nuneaton angesiedelte Werksteam des Textilunternehmens Courtaulds.
Morrow war auch in der Saison 1948/49 Teilzeitprofi bei West Bromwich, spielte regelmäßig in der zweiten und dritten Mannschaft des Klubs und arbeitete als Bahnarbeiter in Rugby, als er im November 1948 im Zweitligaspiel gegen den FC Southampton als Ersatz für Frank Hodgetts auf Linksaußen zu seinem Football-League-Debüt kam. Albion hatte mit der Besetzung der Position des linken Außenstürmers erhebliche Probleme, unmittelbar vor Morrows Einsatz wurden bereits Bobby Barker und Hodgetts ausprobiert, wie Morrow ebenfalls nominell rechte Außenstürmer. Im gesamten Saisonverlauf wurden von Trainer Jack Smith auch noch Arthur Smith, Roy Finch, Eddie Wilcox, Ernie Shepherd, Jack Haines und Harry Kinsell aufgeboten. Die Position des rechten Flügelspielers war hingegen fest von Billy Elliott besetzt, Morrow vertrat ihn ein einziges Mal. Dabei erzielte Morrow am 9. April 1949 bei einem 1:0-Erfolg über Luton Town das Tor des Tages. Am Saisonende gelang West Bromwich als Tabellenzweiter der Aufstieg in die First Division, in der anschließenden Saison 1949/50 blieb er aber erneut auf Einsätze im Reserveteam beschränkt.
Im August 1950 wurde er neben Billy Molloy (FC Southampton) als „Star-Neuzugänge“ von Lockheed Leamington (Birmingham Combination) beschrieben. Als Spieler charakterisiert, der „die Tendenz hat ins Spielzentrum zu wandern und der weite Wege zurückgeht, um den Ball zurückzuholen“, gewann er mit Leamington 1951 den Birmingham Senior Cup, im Finale war er sowohl im ersten Aufeinandertreffen als auch im Wiederholungsspiel gegen Hereford United als Torschütze erfolgreich. Mitte 1951 begann Morrow mit der Ableistung seines Militärdienstes bei der Royal Air Force.
Im Sommer 1952 kehrte er zu Nuneaton zurück und traf bereits im September 1952 in einer Qualifikationsrunde des FA Cups auf seine alten Kollegen von Lockheed, gegen die er beim 2:1-Erfolg den Führungstreffer erzielte. Über die folgenden beiden Spielzeiten absolvierte Morrow insgesamt 72 Pflichtspiele und erzielte dabei 31 Tore. Vermehrt kam er dabei auch als Halbstürmer zum Einsatz, so auch im Finale des Birmingham Senior Cups 1953, das mit 1:2 gegen Brierley Hill Alliance verloren ging. Mit seiner Entlassung aus dem Militärdienst, zuletzt war er dort Physical Training Instructor, kehrte er im Sommer 1954 für zwei Jahre zu Lockheed Leamington zurück, wo er weiterhin zu den torgefährlichsten Flügelspielern der Liga zählte.
Im Sommer 1956 wurde er von Dave Smith zu Northampton Town in die Football League Third Division South geholt. Morrow kehrte damit sechs Jahre nach seinem Abgang bei West Bromwich in die Football League zurück, auch bei Northampton war er, wie die gesamte Mannschaft, Teilzeitprofi. Bei Northampton gehörte er zeitweise zur Stammmannschaft, schaffte es aber nicht sich dauerhaft gegen den torgefährlicheren Jack English auf Rechtsaußen durchzusetzen und wurde vom Klub nach 30 Einsätzen und drei Toren nicht über das Saisonende hinaus verpflichtet.
Gemeinsam mit seinem vormaligen Leamington- und Northampton-Mannschaftskameraden Bill Draper schloss er sich im Juli 1957 dem in der Southern League spielenden Klub Kettering Town an. Mit dem ambitionierten Klub, der sich 1962 auch erfolglos um Aufnahme in die Football League bewarb, stand er mehrfach in der Hauptrunde des FA Cups. Im FA Cup 1960/61 erreichte er mit dem Klub durch einen 2:1-Sieg gegen die Wycombe Wanderers die zweite Runde (letztmals gelang dies Kettering 1928), in der man am Drittligisten FC Reading mit 2:4 scheiterte; Morrow war in beiden Runden als Torschütze erfolgreich. Im Oktober 1962 wurde ihm als Dank für seine langjährigen Verdienste bei Kettering ein Testimonial gegen Nottingham Forest zuteil.
Morrows letzte drei Vereinsstationen waren ebenfalls in der Southern League. Im August 1963 kehrte er kurzzeitig zu Nuneaton zurück, bereits Anfang November 1963 zog er zu Rugby Town weiter. 1966 wechselte er zum FC Tamworth, dort übernahm er im Februar 1967 den Cheftrainerposten. 1968 und 1969 verpasste er mit dem Team die Ligameisterschaft nur aufgrund der schlechteren Tordifferenz, in der Saison 1968/69 gelang der Gewinn des Birmingham Senior Cups. Zudem führte er den Klub im FA Cup 1969/70 durch Siege über seinen Ex-Klub Nuneaton Borough (4:2) und den Drittligisten Torquay United (2:1) zum erstmaligen Einzug in die 2. Hauptrunde. Dort unterlag das Team mit 0:6 dem FC Gillingham, einem weiteren Drittligisten. Nach einem schwachen Start in die Saison 1971/72 wurde Morrow Ende September 1971 entlassen. Bis dahin hatte er die Mannschaft in 314 Spielen betreut, von denen 183 gewonnen wurden, bei lediglich 71 Niederlagen.
Auch mehrere Brüder Morrows spielten ambitioniert Fußball, ohne allerdings zu Einsätzen in der Football League zu kommen. Herbert Morrow wurde im Januar 1953 Profi bei West Bromwich Albion und sein 14 Jahre jüngerer Bruder Tommy war ebenfalls Flügelspieler bei Kettering und Nuneaton. Hugh Morrow lebte zuletzt in seiner Heimatstadt Larne und gehörte 2020 als ältestes Mitglied der West Bromwich Albion Former Players’ Association an, auch wenn er an deren Aktivitäten nicht teilnahm. Er starb 90-jährig Ende Oktober 2020.